# Holothuria platei
Holothuria platei is een zeekomkommer uit de familie Holothuriidae.
De wetenschappelijke naam van de soort werd in 1898 gepubliceerd door Hubert Ludwig.